# Удерейское золото-сурьмяное месторождение
Удерейское золото-сурьмяное месторождение — месторождение полиметаллических руд (сурьма, золото, мышьяк), расположенное в России (Мотыгинский район Красноярского края; в верхнем течении реки Удерей, в 75 км к северу от посёлка Мотыгино). Входит в состав Партизанского рудного узла.
Открыто в 1966 г., геологоразведочные работы проводились в период 1967-1973 гг.
В геологическом плане сформировано породами верхнего протерозоя. Руды месторождения представлены такими минералами как кварц, антимонит, пирит, бертьерит, сидерит и арсенопирит. В небольших количествах отмечаются кальцит, доломит, вторичный мусковит, гидрослюды, альбит, калиевые полевые шпаты и хлорит. В рудах присутствует тонкодисперсное золото (1-2 г/т), а также серебро и палладий (0,1-0,4 и 0,01-0,02 г/т соответственно). Основная часть золота (65-75%) в рудах связана с сульфидами, преимущественно с арсенопиритом и, в меньшей степени, пиритом. Также золото в рудах месторождения присутствует в самородном виде и в виде интерметаллидов с сурьмой, медью и палладием. Проба золота - 860.
Балансовые запасы месторождения (на 2019 г.) составляют примерно 43 тыс. тонн сурьмы и 15 тонн золота (прогнозные ресурсы составляют дополнительно 10 тыс. тонн сурьмы и 20 тонн золота). В настоящее время месторождение находится в опытно-промышленной эксплуатации (АО “Приийск Удерейский”). Планируется создание гидрометаллургического производства производственной мощностью 500 тыс. тонн руды в год с выпуском химического чистого золота и сурьмы.